# Японски квартал (Сан Франциско)
Японският квартал (на английски: Japantown) е квартал в град-окръг Сан Франциско, щата Калифорния, САЩ. Японският квартал заема шест преки в по-големия квартал Уестерн Адишън. В квартала живеят голям брой японци както и други азиатци като китайци и корейци. В Японския квартал се намира една от забележителностите на Сан Франциско, Пагодата на мира. Кварталът в Сан Франциско е най-големият японски квартал в Калифорния, въпреки че представлява само част от това, което е бил преди. Заради атаката на Япония над Пърл Харбър през Втората световна война американското правителство арестува и изпраща японските жители на квартала в концентрационни лагери и част от квартала остава незаета, в която се нанасят новопристигащи афроамериканци търсещи работа. От 60-те до 80-те години на XX век кварталът се реконструира и голяма част от афроамериканците им се налага да се преместят в други квартали в Сан Франциско като Хънтърс Пойнт, Тендърлойн и други, където днес живее голяма част от афроамериканското население на града.